# Fiskö, Houtskär
Fiskö är en ö i Finland. Den ligger i Skärgårdshavet och i kommunen Pargas i den ekonomiska regionen  Åboland i landskapet Egentliga Finland, i den sydvästra delen av landet. Ön ligger omkring 64 kilometer sydväst om Åbo och omkring 210 kilometer väster om Helsingfors.
Öns area är 2,06 kvadratkilometer och dess största längd är 2,8 kilometer i öst-västlig riktning. Ön höjer sig omkring 30 meter över havsytan.